# 레안드루 몬테라 다 시우바
레안드루 몬테라 다 시우바(Leandro Montera da Silva, 1985년 2월 12일 ~ )는 브라질의 축구 선수로, 포지션은 스트라이커이다. 현재 나시오날 AC 소속으로 뛰고 있다.